# Sebastián Cáceres
Sebastián Enzo Cáceres Ramos (Montevideo, Uruguay, 18 de agosto de 1999) es un futbolista uruguayo, que se desempeña como defensa central. Su equipo es el Club América de la Primera División de México.

## Trayectoria

### Liverpool
Nacido en el barrio Nuevo París de Montevideo, Uruguay, desarrolló las inferiores en Liverpool F. C. y debutó en la primera división en el año 2017, en un encuentro contra Peñarol correspondiente al torneo clausura, que terminó en derrota por 2 a 1.

## Selección nacional
El 23 de septiembre de 2022 debutó con la selección de Uruguay en un partido amistoso ante Irán que perdieron por la mínima.

## Palmarés

### Títulos nacionales
| Título                  | Club         | País   | Año  |
| ----------------------- | ------------ | ------ | ---- |
| Primera División        | Club América | México | 2023 |
| Primera División        | Club América | México | 2024 |
| Campeón de Campeones    | Club América | México | 2024 |
| Supercopa de la Liga MX | Club América | México | 2024 |
| Primera División        | Club América | México | 2024 |